# Itajá (Goiás)
Itajá is een gemeente in de Braziliaanse deelstaat Goiás. De gemeente telt 5.528 inwoners (schatting 2009).